# ستاره کاپتین
ستاره کاپتین یک ستاره است که در صورت فلکی سه‌پایه قرار دارد.